# Élection législative partielle de 1986 à Saint-Pierre-et-Miquelon
Une élection législative partielle à Saint-Pierre-et-Miquelon se tient les 30 novembre et 7 décembre 1986. Dans la collectivité territoriale de Saint-Pierre-et-Miquelon, un député est à élire dans le cadre d'un scrutin majoritaire à la suite de l'élection au Sénat d'Albert Pen.

## Élus
| Circonscription        | Député sortant | Parti | Parti   | Député élu ou réélu | Parti | Parti |
| ---------------------- | -------------- | ----- | ------- | ------------------- | ----- | ----- |
| Circonscription unique | Albert Pen     |       | app. PS | Gérard Grignon      |       | AD    |

## Résultats

### Résultats par circonscription
| Candidat       | Candidat           | Parti          | Premier tour | Premier tour | Second tour | Second tour |  |
| Candidat       | Candidat           | Parti          | Voix         | %            | Voix        | %           |  |
| -------------- | ------------------ | -------------- | ------------ | ------------ | ----------- | ----------- |  |
|                | Gérard Grignon élu | AD             | 1 144        | 38,85        | 1 892       | 57,3        |  |
|                | Marc Plantegenest  | app. PS        | 1 083        | 36,77        | 1 410       | 42,7        |  |
|                | Victor Reux        | RPR            | 552          | 18,74        | Retrait     | Retrait     |  |
|                | Pierre Miadonnet   | app. PS        | 166          | 5,64         |             |             |  |
|                |                    |                |              |              |             |             |  |
| Inscrits       | Inscrits           | Inscrits       | 4 132        | 100,00       | 4 312       | 100,00      |  |
| Abstentions    | Abstentions        | Abstentions    | 1 121        | 27,13        | 915         | 21,22       |  |
| Votants        | Votants            | Votants        | 3 011        | 72,87        | 3 397       | 78,78       |  |
| Blancs et nuls | Blancs et nuls     | Blancs et nuls | 66           | 2,19         | 95          | 2,8         |  |
| Exprimés       | Exprimés           | Exprimés       | 2 945        | 97,81        | 3 302       | 97,2        |  |